# Аллювий
Аллю́вий (лат. alluviō — «нанос», «намыв») — несцементированные отложения постоянных водных потоков (рек, ручьёв), состоящие из обломков различной степени окатанности и размеров (валун, галька, гравий, песок, суглинок, глина). Гранулометрический и минеральный состав и структурно-текстурные особенности аллювия зависят от гидродинамического режима реки, характера пород, которые намываются, рельефа и площади водосбора. Дельты рек полностью состоят из аллювиальных отложений и являются аллювиальными конусами выноса. Наличие аллювиальных отложений в разрезе является признаком континентального тектонического режима территории.

## Термин
Аллювиальные отложения были впервые выделены в отдельный тип английским геологом Уильямом Баклэндом в 1823 году. В Российской империи термин «аллювий» впервые употребил известный геолог-почвовед Василий Докучаев в 1878 году. С тех пор сохранилась традиция называть все новые континентальные отложения, образованные в голоценовую эпоху, аллювием, хотя это не совсем правильно, поскольку известны элювиальные лёссы, пролювиальные конусы выноса, делювиальные «плащи» и т. д.

## Образование и распространение
Образование аллювия происходит в результате непрерывного взаимодействия динамического водного потока с руслом: при врезании (донная и боковая эрозия) и аккумуляции осадков. Под действием потока воды русло непрерывно переформируется, испытывая деформации трёх типов:
- вертикальные (понижается в результате глубинной эрозии, или поднимается за счёт аккумуляции)
- горизонтальные (изменение русла в плане под действием боковой эрозии — приводит к размыву берегов, расширению речной долины и образованию поймы)
- продольные (миграция русловых наносов приводит к образованию в русле неровностей — перекатов, отмелей, островов и др.).

Ведущим фактором в формировании аллювиальных отложений является гидродинамика водных потоков. Масса воды и скорость течения определяют кинетическую энергию и транспортные характеристики потока. Речные водные потоки переносят обломочный материал в виде взвешенных и волочильных наносов. Во взвешенном состоянии транспортируются частицы диаметром менее 0,2 мм, большие — волочением по дну. Способ движения грубого обломочного материала по дну называется сальтацией — скачкообразное перемещение зёрен материала под действием несущей среды. Так, при скорости придонного течения 0,16 м/с по дну передвигается мелкий песок, 0,22 м/с — грубозернистый песок, а при 1 м/с транспортируется мелкая галька.
Континентальные аллювиальные отложения составляют речное ложе, пойму и террасы речных долин. Аллювий играет важную роль в геологическом строении большинства континентальных осадочных формаций.
Аллювиальные отложения рек образуются и мигрируют:
- во время отложения в русле и прирусловых валах (барах) обломочного материала, размытого водным потоком выше по течению;
- во время наводнения или паводка, когда река выходит за пределы береговых уступов, и глина, ил и мелкий песок оседают по всей поверхности поймы (формирование пойменной фации)
- во время миграции речных меандров и образовании аллювиальных отложений вслед за прирусловой отмелью луга, которая смещается вдоль его внутреннего берега.

Количество тонкозернистого обломочного материала, который переносится реками (твёрдый сток), достигает больших значений: в случае с Миссисипи годовой объём твёрдого стока оценивается в 406 млн т., Хуанхэ — 796 млн т., Амударья — 94 млн т; Дунай — 82; Кура — 36; Волга и Амур — по 25, Обь и Лена — по 15, Днестр — 4,9; Нева — 0,4 млн т.. Соответственно, мощность аллювиальных отложений в дельтах таких рек, как Миссисипи, Нил, Амазонка, Конго, Хуанхэ, Волга и др., составляет сотни и тысячи метров, а объёмы — десятки и сотни км³ терригенного материала. В целом, летний твёрдый сток всех рек составляет около 17 гигатонн, что на порядок больше, чем выносится с континентов ледниками или ветром. Почти 96 % этого объёма оседает в дельтах и на континентальном шельфе.

## Классификации
Изучением и классификацией аллювиальных отложений занимались такие известные исследователи четвертичной геологии, как Е. В. Шанцер, В. Т. Фролов, Ю. П. Казанский, И. П. Карташов, В. Ламакин, Н. И. Маккавеев, и другие. В целом, континентальные аллювиальные отложения классифицируют по генезису (горных и равнинных рек), фациальной принадлежности (русловой, пойменный и старичный), фазами формирования, формами аллювиальных тел и т. д. Классификация аллювия по фазам формирования была разработана ещё в Советском Союзе так называемой «школой советской геологии», а классификация аллювиальных отложений по морфологическим формам была разработана и широко применялась геологами Западной Европы и США, в частности Х. Редингом.

### По генезису
В зависимости от гидрологического режима реки, обусловленного климатом, тектоникой и рельефом земной поверхности, аллювиальные отложения разделяют на два основных генетических типа: аллювий горных рек и аллювий равнинных рек. Аллювий равнинных рек существенно отличается от аллювия горных, что позволяет легко различать древние аллювиальные отложения и создавать палеогеографические реконструкции. К отдельным типам относят аллювий временных (пересыхающих) рек аридного климата и отложения перигляциального аллювия.

#### Аллювий горных рек
Горные реки текут с большой скоростью, их аллювий представлен валунами и галькой (русловой аллювий). Пойменный аллювий почти полностью отсутствует, либо имеет небольшую мощность и ограниченное распространение. Чаще всего он встречается на расширенных участках долины и представлен крупнозернистыми песками и супесями, которые залегают на русловых галечниках. Однако мощности пойменного аллювия Черемоша в пределах Покутских Карпат достигают 30—35 м, предположительно свидетельствует о периодической смене колебательных неотектонических движений региона.
Мощности горного аллювия изменяются от нескольких метров до нескольких километров. Для аллювиальных отложений горных рек характерны следующие признаки:
- грубообломочный материал с преобладанием галечника (галька, гравий, валуны)
- полимиктовый (обломки представлены более, чем двумя минералами) состав с весьма непостоянным соотношением основных породообразующих компонентов
- слабая сортировка материала
- отсутствие чёткой слоистости

#### Аллювий равнинных рек
Равнинные реки характеризуются меньшей скоростью течения, более выработанным профилем и меньшей динамической силой потока, не способной удерживать во взвешенном состоянии и переносить на большие расстояния грубообломочный материал.
Для аллювия равнинных рек характерны другие признаки:
- мелкообломочный материал с преобладанием песка и супеси
- значительно однородный минеральный состав, вплоть до олигомиктового (при размыве осадочных пород)
- хорошая сортировка обломочного материала
- грубая косая слоистость, которая постепенно переходит в верхних горизонтах в мелкую косую слоистость.

В долинах и горных, и равнинных рек вниз по течению размерность обломочного материала постепенно уменьшается, и увеличивается степень сортировки псаммитовых осадков. Одновременно может ухудшаться сортировка мелкообломочных и алевритовых осадков.

### По фациям
По фациальным признакам аллювиальные отложения равнинных рек разделяют на три основные группы фаций (или макрофации) — русловую, пойменную и старичную. Эта классификация разработана в основном для аллювиальных отложений четвертичного периода и частично — неогена. Для древних аллювиальных отложений (меловых, юрских, карбоновых, девонских) разделение аллювия на русловой и пойменный не всегда возможно и часто фациальная дифференциация явно отсутствует.

#### Русловая
Эта группа фаций речного аллювия составляет мели, острова и косы. В равнинных реках она представлена хорошо отсортированным песчаным материалом с грубой косой слоистостью, которая во время межени обычно перекрывается более тонким материалом (слои и линзы заиливания). Горный русловой аллювий представлен в основном плохо сортированной галькой и валунами различной окатанности с песчано-гравийным заполнителем. В равнинных реках к русловой группе фаций относят следующие фации:
- субстративную, или фацию размыва;
- фацию пристрежневой зоны;
- фацию прирусловой мели;
- фацию перекатов; перлювиальную;
- фацию аллювиально-делювиальную;
- фацию аллювиально-пролювиальную (внутренних дельт)
- фацию карстово-аллювиальную

#### Пойменная
Отложения этой группы фаций формируются во время наводнения и паводка. Пойменный аллювий перекрывает маломощным (0,5—1 м) чехлом русловой аллювий. Для отложений этой аллювиальной макрофации характерна меньшая сортировка псаммито-алевритовых осадков с характерной слоистостью ряби волн и течений, текстурами взбалтывания. Преобладают супеси и суглинки с прослойками и линзами разнозернистого песка с остатками обломков деревьев и растений. Как правило, пойменная макрофация имеет меньшую мощность, чем русловая, хотя для рек с частыми наводнениями может быть и наоборот. В пойменных аллювиях выделяют три основные фации, в зависимости от его формирования:
- прирусловая (внешняя) — составлена из наиболее крупнозернистого материала с плохой сортировкой за счёт резкого изменения скоростей суспензионного потока. Это преимущественно крупнозернистые плохо сортированные пески различного минерального состава, которые формируют ядра и склоны прирусловых валов.
- центральная — составлена тонким суглинисто-супесным материалом меньшей, чем у прирусловой, мощности. Часто осадки имеют зеленовато-серый цвет из-за седиментации в застойных условиях, или чёрный — из-за наличия гумуса и торфообразования. Чёткую границу между прирусловой и центральной пойменными фациями установить невозможно, переход по латерали постепенный.
- притеррасная (внутренняя) — фация самой нижней части поймы, которая составлена тонкими глинами и имеет, как правило, наименьшую мощность. В разрезе отложений этой фации часто присутствуют слои погребённых аллювиальных почв.

Кроме того, в рамках пойменной макрофации выделяют ещё фации наложенной поймы, внутренних дельт, и балочные фации.

#### Старичная
Аллювиальные отложения этой макрофации образуются в старицах и временных речных руслах. По своим признакам они весьма похожи на озёрные отложения — глины, суглинки, торф и часто представлены в форме линз среди русловой фации. Основную массу старичного аллювия составляют тонкозернистые глинистые осадки с чёткой горизонтальной слоистостью и характерным большим количеством рассеянного органического вещества. В разрезе отложений старичного аллювия выделяют три горизонта, или фации, соответствующие трём этапам развития старицы:
- проточный (нижний): фация сезонного заиления — составлена чередованием тонкозернистых песков, супесей и суглинков, которые образовались во время периодического обновления стока старым руслом во время наводнения или паводка.
- озёрный (средний): озёрная фация — представлена горизонтально слоистыми голубовато-серыми, зеленовато-серыми илистыми осадками, что очень похожи на озёрные.
- болотный (верхний): болотная фация — составлена слоями чёрных глин и торфом

Кроме того, иногда в составе старичной макрофации присутствует фация вторичных пойменных водоёмов, которая в разрезе представлена чередованием тонких косослоистых алевритов и супесей с прослойками илистых осадков.

### По фазам аккумуляции
На формирование аллювиальных отложений равнинных и горных рек существенно влияет тектоническая составляющая территории речного бассейна. Речные долины полностью либо частично могут пересекать различные геологические структуры — антиклинали, синклинали, грабены, поднятые или опущенные блоки и т. п. Все это отражается на морфологии долин и строении аллювия. В. Ламакин и И. П. Карташов предложили различать в долинах рек динамические фазы аллювиальной аккумуляции, которые соответствуют стадиям развития речного профиля: инстративную, субстративную, перстративную и констративную.

#### Инстративная
Формирование аллювиальных отложений происходит на стадии врезания русла горной реки в коренные породы. Эти грубообломочные (валуны и галька) отложения образуют временные скопления (линзы) в русле и характеризуются незначительной мощностью.

#### Субстративная
Образование аллювия при переходе от стадии врезания горной реки к стадии равновесия. Этими отложениями представлены, как правило, нижние горизонты руслового аллювия нормальной мощности (1—4 м), которые не перемыты рекой в течение стадии равновесия. Характерными особенностями субстративного аллювия являются повышенная глинистость и совместное присутствие гальки и неокатанных обломков коренных пород с ложа реки. Субстративные аллювиальные отложения залегают в основе аллювиальных толщ, которые составляют поймы уравновешенных рек и террас, которые являются реликтами таких заводей.

#### Перстративная
Образование аллювиальных отложений происходит в долинах рек с выработанным продольным профилем. Эти отложения формируются за счёт перемыва верхних горизонтов аллювия нормальной мощности, который образуется при переходе от стадии врезки в стадию равновесия. Перстративний аллювий залегает на субстративном (плотиковом) аллювии и представлен, как правило, полным набором аллювиальных фаций: русловой, пойменной и старичной.

В итоге образуется аллювиальная толща ограниченной мощности, величина которой близка разности высот между дном русла и уровнем паводковых вод. Нижняя, главная часть этой толщи слагается фациями руслового аллювия, состоящего из отложенных в смещающемся русле реки хорошо промытых косослоистых песков, реже гравием, содержащих в основании гальку и постепенно изменяющих свой гранулометрический состав снизу вверх по разрезу от относительно более грубого ко все более мелкозернистому.

Общая мощность перстративного аллювия составляет обычно 3—6 м.

#### Констративная
Формирование аллювиальных отложений происходит в долине реки на протяжении стадии аккумуляции. Характеризуются повышенной глинистостью. Эти отложения залегают на перстративном аллювии, реже на инстративном, а в бортах речной долины могут перекрывать непосредственно коренные породы.

### По формам аллювиальных тел
Аллювиальные отложения делятся на две большие группы — русловые формы и морфологические элементы межруслового пространства.
- Морфологические формы в руслах
  - Аллювий русловых островов и отмелей (баров)
    - Продольные русловые бары
    - Прикрепленные к берегу бары
    - Поперечные бары
    - Песчаные отмели
    - Русловые дюны

  - Меандры
  - Аллювиальные конусы выноса
- Морфологические формы межруслового пространства
  - Прирусловые валы
  - Поймы
  - Террасы

#### Морфологические формы в руслах

##### Аллювий русловых островов и отмелей (баров)
- Продольные русловые бары — являются наиболее ярко выраженными морфологическими формами руслового аллювия. Эта форма типична для верхних частей рек. Изначально образуются в результате отделения галечного материала. Поверхность баров поперечно-ребристая с невысоким рельефом, что связано с «черепичной» укладкой гравийно-галечного материала. Обломки ориентируются длинными осями поперёк течения. На поверхности баров наблюдается также постепенное уменьшение размеров зёрен кластичного материала вниз по течению. При выходе на поверхность воды, бар может покрываться песком с рябью, ориентированным по течению. Внутренняя структура массивная, слоистая, галечник часто заполнен гравийно-песчаным матриксом. Фронтальное скатывание зёрен приводит к образованию косо-слоистых пачек песков или гравелита.
- Прикрепленные к берегу бары — характерные морфологические элементы руслового аллювия как горных, так и равнинных рек. Могут менять русло реки, преграждая ей путь с одного берега к другому. Обычно нижний конец бара является длинным непрерывным перекатом или серией мелких перекатов, которые разделены поверхностью верхушки бара. Перекаты являются важными местами аккумуляции гравийно-песчаных осадков, образующих слоистость, вытянутую параллельно гребню бара, однако они часто ограничены размерами в направлении роста мощности. Строение такого бара не имеет какой-то чёткой структуры, хотя иногда в верхних частях разреза удаётся установить слабую тональную слоистость, а также черепичную укладку гальки. Иногда можно наблюдать косую слоистость. Различить продольные и прикреплённые к берегу бары только по разрезу аллювиальных отложений невозможно.
- Поперечные бары — такие формы руслового аллювия типичны для равнинных рек с преимущественно песчаным дном, однако могут встречаться на реках с гравийными донными отложениями. Поперечные бары являются более характерной формой в низовьях рек, где влияние продольных баров не такое сильное. Это изменение связано с уменьшение размера зёрен материала. По сравнению с дюнами поперечные бары являются большими морфоструктурами руслового аллювия. Они обычно имеют наклонённые по течению фронтальные поверхности скатывания зёрен, и пологую верхнюю поверхность при значительно меньшем соотношении высоты к длине, чем в дюнах. Поперечные бары некоторые исследователи по формам делят на языковидные, такие, которые пересекаются, чередуются и т. п.
- Песчаные отмели — эти сложные формы являются самыми крупными морфологическими структурами дна равнинных рек. Они встречаются как посреди русла, так и по краям, и называются соответственно «срединными барами» и «береговыми барами». Эти формы не имеют своих собственных фронтальных поверхностей скатывания, а постепенно снижаясь, переходят в соседние части русла. Песчаные отмели являются комбинированными аккумулятивными телами, что постепенно образуются путём объединения мелких форм, преимущественно поперечных баров, а также роста из ядра, образованного при выходе на поверхность воды части продольного бара. Такие участки могут сохраняться в течение долгого времени и укрепляться растительностью. Кое-где мели разделяют русло с образованием островов, которые увеличиваются в высоту, за счёт вертикальной аккреции мелкозернистого осадка.
- Русловые дюны — большие повторяющиеся морфоструктуры дна равнинных рек. Распространены на дне рек, особенно в относительно глубоких руслах и плёсах. На приподнятых участках дна реки, в частности на тыльных частях поперечных баров и на песчаных плоских поверхностях встречаются редко.

##### Меандры
Осадонакопление в меандрах происходит за счёт двух основных факторов — размыва вогнутого берега и откладывания кос (аккумулятивных тел в пределах меандровых петель).
В поперечном сечении реки на изогнутых и прямолинейных участках наблюдается турбулентная вторичная циркуляция водного потока. Следовательно, к вогнутому, глубокому (плёс) берегу приурочен наиболее крупнозернистый аллювий. На выпуклом берегу формируется прирусловая отмель, что составлена хорошо отсортированным мелко- и тонкозернистым песком и ограничена со стороны поймы прирусловым валом. При отступании русла более молодые части прируслового аллювия накладываются друг на друга, образуя серию прирусловых валов. На прямых участках реки между изгибами образуются мелководные перекаты, русло дробится на несколько рукавов, между которыми располагаются островки, где аллювий характеризуется мелкозернистостью и сильной изменчивостью по латерали. Со временем, меандры становятся все более выраженными, образуя расширения и пережатия. При этом плёс берега подвергается эрозии, а на мели — наращивается отмель. Наконец, два пережатия соединяются между собой, и происходит перехват реки, русло выпрямляется, а бывший меандр образует старицу, часто узкой серповидной формы, в которой формируется особая фация аллювия, состоящая из проточной, озёрной и болотной частей.

##### Аллювиальные конусы выноса
Конусы выноса, в которых среди поверхностных процессов преобладают течения в руслах, называются также «гумидными конусами выноса». Однако название это не является удачным, поскольку собственно речные конусы выноса могут образовываться и в семиаридной обстановке, где происходят внезапные паводки. Собственно речные конусы выноса являются одними из основных мест осадонакопления слабоизвилистых рек и, в определённой степени, вносят существенный вклад в создание геологического разреза. Диапазон размеров значительный — от нескольких десятков метров до сотен километров в радиусе. Все они характеризуются довольно плавным выполаживанием при обычно меньшем наклоне по сравнению с семиаридными конусами выноса.

#### Морфологические формы межруслового пространства

##### Прирусловые валы
Такие формы аллювиальных отложений фактически являются грядами с уклоном от русла в сторону поймы и особенно распространены на вогнутых берегах меандров, размываемых течением. Они затапливаются только при максимально высоких уровнях паводков. При меньших паводках они могут оказаться единственными незатопленными водой участками суши среди поймы. Когда паводковые воды выходят из берегов, турбулентность потока падает, что влечёт выпадение мелкозернистого осадка. При этом более крупнозернистые пески и алевриты осаждаются рядом с руслом, а мелкий материал — дальше на пойме.

##### Поймы
Осадконакопление и постседиментационные преобразования, происходящие в пойме, зависят от климата и от расстояния до активного русла. Пойма может затапливаться паводковыми водами и наводнениями несколько раз в год. Скорость пойменного осадконакопления достаточно мала из-за относительно высокой скорости течения пойменных вод и низкой концентрации взвешенного осадка во время максимума паводка. Седиментация происходит главным образом из водной суспензии, и в отложениях отмечается тенденция к уменьшению зернистости по мере удалённости от русла реки. Лишь значительные паводки способны откладывать осадки, мощностью более 10—15 см, и то не сплошным покровом, а пятнами. Растительность помогает определить участки как седиментации, так и эрозии на поверхности поймы. В период между наводнениями и паводками пойменные отложения высыхают, при этом образуются трещины усыхания и другие характерные признаки субаэральной экспозиции.

##### Террасы
Важнейшим элементом ландшафта среди многих аллювиальных образований осадконакопления являются террасы. Они могут образовываться вследствие снижения местного или главного базиса эрозии, прекращения осадконакопления, или сложной обратной реакцией на резкое изменение климатических и тектонических условий территории.

## Древние аллювиальные отложения
Принадлежность отложений к континентальным аллювиальным обычно диагностируется по характерному набору признаков:
- отсутствие морской фауны
- наличие красноцветных пород
- наличие типичных русловых форм
- однонаправленность палеотечений, особенно в крупнозернистых пластах песчаников и конгломератов
- признаки субаэральной экспозиции — палеогрунты и трещины усыхания (десквамация), особенно в глинистых отложениях.

Однако ни один из вышеперечисленных признаков в отдельности не является исчерпывающим диагностическим критерием, поскольку все они могут встречаться и в морских мелководных, или прибрежно-морских седиментационных образованиях.
Отложения горных рек почти все четвертичного и неогенового возраста.
Из аллювиальных отложений известны и надёжно идентифицированы отложения мезозойского возраста, и только отложения нижнего течения равнинных рек датируются возрастом начиная со среднего палеозоя. По мнению Ю. П. Казанского, закономерности распространения состава растворённого и твёрдого стока в речной воде для современных рек в целом сохранялись в течение кайнозоя, мезозоя, перми, карбона, и позднего девона.

## Значение
В гидрогеологии (поиске и разведке подземных вод) аллювиальным отложениям уделяют особое внимание, поскольку в пределах древних террас и в долинах рек крупнозернистый аллювий (от гальки до песка) всегда водонасыщен и является хорошим коллектором питьевых подземных вод. У руслового аллювия часто встречаются россыпи алмазов (Конго, Сьерра-Леоне), золота, монацита, циркона и других полезных ископаемых и минералов, а также месторождения строительных песков, гравия и гальки. Для образования этих россыпных месторождений очень важны гидродинамические условия переноса речных наносов и миграционная способность минералов. Максимальной миграционной способностью обладают алмаз и циркон, минимальной — золото и платина. Промежуточное положение между ними занимают монацит, магнетит, шеелит, касситерит и другие. Россыпные месторождения золота и платины приурочены, как правило, к грубообломочному русловому аллювию однорукавных русел, сформированному в наиболее активной гидродинамической обстановке.
В древних осадочных толщах аллювиальные отложения, как правило, сцементированы и сложены твёрдыми обломочными породами — конгломератами, гравелитами и песчаниками, которые при благоприятных геологических условиях (наличие нефтематеринских пород в разрезе древнего седиментационного бассейна, достаточная степень их зрелости, структурно-пространственные характеристики дислокаций, наличие / отсутствие неантиклинальных ловушек и т. п) являются коллекторами нефти и газа. Современные аллювиальные отложения равнинных рек часто бывают богаты питательными веществами, здесь формируются плодородные пойменные почвы (поймы Нила, Тигра, Евфрата, По, Инда, Ганга).